# Amore bendato (film 1930)
Amore bendato (Children of Pleasure) è un film del 1930 diretto da Harry Beaumont. Prodotto e distribuito dalla Metro-Goldwyn-Mayer, aveva come interpreti Lawrence Gray, Wynne Gibson, Judith Wood, Lee Kohlmar.
La sceneggiatura di Richard Schayer e di Robert E. Hopkins si basa su The Song Writer, lavoro teatrale di Crane Wilbur, andato in scena al 48th Street Theatre di Broadway il 13 agosto 1928.
Il soggetto si ispira al corteggiamento e al matrimonio del 1926 del compositore Irving Berlin con l'ereditiera newyorkese Ellin MacKay, anche se la versione per lo schermo si discosta notevolmente dalla commedia.

## Trama
Danny Regan, un compositore che si sta affermando, si innamora di Emma Grey, una ricca ereditiera. Ma, alla vigilia delle nozze, scopre che Emma non prende sul serio il loro matrimonio e che ha tutte le intenzioni di continuare la sua relazione con un altro. Furioso, se ne va via. Qualche tempo dopo, Danny si sposa con Pat, sua vecchia amica e collega, che accetta di diventare sua moglie. Dopo una bevuta, Danny si sveglia, credendo di essere ormai sposato ma, ben presto, scopre che Pat, convinta che lui sia ancora innamorato di Emma, non ha completato la cerimonia. Lui, imparata la lezione, si accorge che, dopo tutto, la ragazza giusta per lui è proprio Pat.

## Produzione
Il film, prodotto dalla Metro-Goldwyn-Mayer (MGM) con i titoli di lavorazione The Song Writer e Manhattan, venne girato negli studi della compagnia al 10202 di W. Washington Blvd., a Culver City.

## Distribuzione
Distribuito dalla Metro-Goldwyn-Mayer (MGM), il film uscì nelle sale statunitensi il 26 aprile 1930; venne presentato a Chicago il 1º giugno e a New York il 4 agosto 1930. Nel 1931, il film uscì in Irlanda (13 febbraio), Svezia (11 agosto, come Nöjenas barn), Danimarca (4 settembre, come Jazzkomponisten), Spagna (presentato a Madrid il 7 dicembre con il titolo Juventud dorada) e Italia, dove, in giugno, ottenne il visto di censura numero 26581.